# Indotyphlops combank
Indotyphlops combank — вид змій родини сліпунів (Typhlopidae). Описаний у 2023 році.

## Поширення
Ендемік Шрі-Ланки. Типові зразки зібрані у місті Гірітале в окрузі Полоннарува Північно-Центральної провінції на висоті 85 м над рівнем моря.

## Назва
Видова назва combank вшановує Комерційний банк Шрі-Ланки. Ця назва є визнанням підтримки банку у відкритті та збереженні біорізноманіття Шрі-Ланки.

## Опис
Цей вид можна відрізнити від його родичів за наступною комбінацією ознак: маленьке тіло (загальна довжина 94–131 мм, довжина морди–отвору 91–128 мм, довжина хвоста 2,1– 2,8 мм); 20 поздовжніх рядів луски тіла; вузька ростральна частина, довша за широку в дорсальному аспекті (ширина ростральної/довжина ростральної частини 0,55–0,57), не досягає рівня очей; лобовий щиток доходить до верхнього рівня ока; 322—352 серединно-спинних лусок (без інтеркалярних лусок); 306—342 середніх черевних; розділена носова луска; перша лінія залози через голову пряма, не поширюючись на рівень очей; друга лінія залози опукла, середина досягає середини ока.